# Prima Ligă Armeană
Prima Ligă Armeană este cea mai importantă competiție fotbalistică din Armenia. Cel mai titrat club este Pyunik Erevan cu 16 titluri.

## Istorie
Din 1936 până în 1991, competiția a avut loc ca un turneu regional în cadrul URSS. Cel mai titrat club in aceasta perioada a fost Spartak Erevan cu 6 titluri.
În 1992, a fost creată Federația de Fotbal a Armeniei și, odată cu aceasta, fost înființată „Liga Majoră”, al cărei nume s-a schimbat în cel actual în 1999.

## Format
In anii 1992-1995 și 1997-2011 campionatul s-a desfășurat după sistemul primăvara-toamna, in sezoanele 1995/96, 1996/97 iar din 2012/13 s-a desfășurat după sistemul toamna-primăvara.
Liderul ligii la sfârșitul sezonului este campioana națională și începe calificările pentru Liga Campionilor. Echipele clasate pe locul doi și trei avansează în prima rundă de calificare a UEFA Europa Conference League. Câștigătoarea Cupei Armeniei participă, de asemenea, la această rundă. Dacă s-a calificat deja într-o competiție europeană prin intermediul ligii, acest loc revine echipei clasate pe locul patru în ligă.

## Clasamentul UEFA
Coeficientul UEFA pe 2020
- 36  (44)  Prima Ligă Armeană
- 37  (42)  Virslīga
- 38  (36)  Kategoria Superiore
- 39  (34)  Prima Ligă Macedoneană
- 40  (40)  Premijer Liga
- 41  (35)  Divizia Națională

## Campioane

### Campioane în perioada sovietică
| - 1936: Dinamo Erevan - 1937: Dinamo Erevan - 1938: Spartak Erevan - 1939: Spartak Erevan - 1940: Spartak Erevan - 1941-1944: nu s-a jucat - 1945: Spartak Erevan - 1946: Dinamo Erevan - 1947: Dinamo Erevan - 1948: Dinamo Erevan - 1949: Dinamo Erevan - 1950: Urogai Erevan | - 1951: Stroitel Erevan - 1952: Spartak Erevan - 1953: Krasnoe Znamya Leninakan - 1954: Spartak Erevan - 1955: Himik Kirovokan - 1956: SKIF Erevan - 1957: Krasnoe Znamya Leninakan - 1958: SKIF Erevan - 1959: SKIF Erevan - 1960: Tekstilshik Leninakan - 1961: Tekstilshik Leninakan - 1962: Tekstilshik Leninakan | - 1963: Lokomotiv Erevan - 1964: Himik Kirovokan - 1965: Araks Erevan - 1966: Elektrotehnik Erevan - 1967: Kotayk Abovian - 1968: Araks Erevan - 1969: Araks Erevan - 1970: Motor Erevan - 1971: SKIF Erevan - 1972: Zvezda Erevan - 1973: Kotayk Abovian - 1974: SKIF Erevan | - 1975: Kotayk Abovian - 1976: Kotayk Abovian - 1977: Araks Erevan - 1978: Kanaz Erevan - 1979: Aragats Leninakan - 1980: Aragats Leninakan - 1981-1986: nu s-a jucat - 1987: Aragats Leninakan - 1988: Elektron Erevan - 1989: FC Kapan - 1990: Ararat 2 - 1991: Syunik Kapan |  |

### Campioane după perioada sovietică
| - 1992: Shirak și Homenetmen - 1993: Ararat Erevan - 1994: Shirak - 1995: sezon de tranziție - 1995-1996: Pyunik Erevan - 1996-1997: Pyunik Erevan - 1997: FC Erevan - 1998: Tsement Ararat - 1999: Shirak - 2000: Araks Ararat - 2001: Pyunik Erevan - 2002: Pyunik Erevan | - 2003: Pyunik Erevan - 2004: Pyunik Erevan - 2005: Pyunik Erevan - 2006: Pyunik Erevan - 2007: Pyunik Erevan - 2008: Pyunik Erevan - 2009: Pyunik Erevan - 2010: Pyunik Erevan - 2011: Ulisses Erevan - 2012-2013: Shirak - 2013-2014: FC Banants - 2014-2015: FC Pyunik | - 2015-2016: FC Alashkert - 2016-2017: FC Alashkert - 2017-2018: FC Alashkert - 2018-2019: Ararat-Armenia - 2019-2020: Ararat-Armenia - 2020-2021: FC Alashkert - 2021-2022: FC Pyunik - 2022-2023: FC Urartu - 2023-2024: FC Pyunik |  |

## Număr de titluri câștigate
Titluri câștigate de club (%)
     Pyunik - 16 (48,5%)
     Shirak SC - 4 (12,1%)
     FC Alashkert – 4 (12,1%)
     FC Urartu – 2 (6,1%)
     FC Ararat-Armenia - 2 (6,1%)
     Araks Ararat FC - 2 (6,1%)
     FC Ararat Yerevan - 1 (3%)
     Ulisses FC -1 (3%)
     FC Yerevan - 1 (3%)
| Cluburi        | Campioni | Vicecampioni | Ani câștigători |
| -------------- | -------- | ------------ | --- |
| Pyunik         | 16       | 2            | 1992 (shared), 1995–96, 1996–97, 2001, 2002, 2003, 2004, 2005, 2006, 2007, 2008, 2009, 2010, 2014–15, 2021–22, 2023–24 |
| Shirak         | 4        | 7            | 1992 (shared), 1994, 1999, 2012–13                                                                                     |
| Alashkert      | 4        | –            | 2015–16, 2016–17, 2017–18, 2020–21                                                                                     |
| Urartu         | 2        | 5            | 2013–14, 2022–23 |
| Ararat-Armenia | 2        | 1            | 2018–19, 2019–20 |
| Araks Ararat   | 2        | –            | 1998, 2000 |
| Ararat Erevan  | 1        | 4            | 1993 |
| Noah           | 1        | 3            | 2024–25 |
| Ulisses        | 1        | 1            | 2011 |
| Erevan         | 1        | –            | 1997 |
| Mika           | –        | 4            | |
| Gandzasar      | –        | 2            | |
| Zvartnots-AAL  | –        | 1            | |

## Performanțe pe orașe
| Orașul  | Titluri | Cluburi                                                                                         |
| ------- | ------- | ----------------------------------------------------------------------------------------------- |
| Erevan  | 27      | Pyunik (16), Alashkert (4), Urartu (2), Ararat-Armenia (2), Ararat E. (1), Ulisses (1), FC (1), |
| Gyumri  | 4       | Shirak (4),                                                                                     |
| Ararat  | 2       | Araks (2),                                                                                      |
| Armavir | 1       | FC Noah (1),                                                                                    |